# William Way
 (novembre 2023).
Si vous disposez d'ouvrages ou d'articles de référence ou si vous connaissez des sites web de qualité traitant du thème abordé ici, merci de compléter l'article en donnant les références utiles à sa vérifiabilité et en les liant à la section « Notes et références ».
William Way (aussi connu sous le nom de Flower, mort en 1588) est un prêtre catholique anglais et martyr exécuté sous Elizabeth Ire après la Réforme protestante. Il est vénéré comme un bienheureux par l'Église catholique.

## Biographie

### Enfance et formation
William Way est né dans le diocèse d'Exeter vers 1560. L'évêque Richard Challoner a déclaré qu'il était né en Cornouailles, et les sources antérieures disent qu'il était né dans Devonshire.
Depuis que les séminaires catholiques en Angleterre ont été fermés à cause de la Réforme protestante, Way est allé étudier en France. Le 31 mars 1584, il reçoit la tonsure à la cathédrale de Reims des mains de Louis de Lorainne. Le 22 mars, il est ordonné sous-diacre, le 5 avril diacre, et prêtre le 18 septembre 1586, à Laon, probablement par Valentine Douglas.

### Carrière
Way part pour l'Angleterre le 9 décembre 1586 et, en juin 1587, fut emprisonné. Il est jugé à Newgate en septembre 1588 pour être un prêtre catholique. Il refusa d'être jugé par un juge laïc, après quoi l'évêque de Londres fut convoqué. Way, refusant de le reconnaître comme évêque et Elizabeth Ire comme chef de l'Église, fut condamné à mort comme traître.
Lorsqu'il fut appelé à son procès aux Sessions d'août, « il éprouva une telle joie qu'il parut dépassé ». Way a été «Hanged, drawn and quartered» (pendu, traîné sur une claie jusqu'à la potence et mis en quart ou équarri) à Kingston upon Thames (Londres). La date indiquée est le 23 septembre ou le 1er octobre 1588.